# Sarir (Rakete)
Die Sarir (persisch سریر „Thron“), auch Safir-3 genannt, ist eine in Entwicklung befindliche iranische Trägerrakete. Sie soll bis zu 500 kg schwere Satelliten in eine 1000 km hohe Erdumlaufbahn bringen können. Ein erster Start der Rakete war für 2015–2016 angekündigt.
Nach Angaben der Iranischen Weltraumagentur ist die Sarir 35 m lang und hat einen Durchmesser von 2,4 m.